# Činitel výkyvu
Činitel výkyvu je parametr průběhu signálu, například střídavého proudu nebo zvuku, ukazující poměr maximální (špičkové) hodnoty k efektivní. Jinými slovy činitel výkyvu indikuje, jak velké jsou špičky v průběhu signálu (tvaru vlny). Signál bez špiček, např. stejnosměrný proud nebo obdélníkový průběh, má činitel výkyvu 1, což je minimální hodnota. Vyšší činitel výkyvu indikuje větší špičky; zvukové vlny mívají činitel výkyvu vysoký.
Peak-to-average power ratio (PAPR) je druhá mocnina špičkové amplitudy (což je špičkový výkon) vydělená druhou mocninou efektivní hodonoty (což je průměrný výkon). Je druhou mocninou činitele výkyvu.
Díky tomu, jak se počítají rozdíly v decibelech, je hodnota činitele výkyvu a PAPR stejná.
Činitel výkyvu a PAPR jsou bezrozměrné veličiny. Činitel výkyvu je reálné číslo větší nebo rovné jedné, u komerčních výrobků se obvykle uvádí také jako poměr dvou celých čísel, například, 2:1. PAPR se většinou používá v aplikacích zpracování signálu. Jde o výkonový poměr, který se normálně vyjadřuje v decibelech (dB). Činitel výkyvu testovacího signálu je důležitým parametrem při testování standardů reproduktorů; v tomto kontextu se obvykle vyjadřuje také v dB.

## Příklady
Následující tabulka obsahuje hodnoty činitele výkyvu pro některé normalizované tvary vln. Všechny špičkové amplitudy byly normalizovány na 1.
| Typ průběhu                                 | Tvar vlny | Efektivní hodnota                                  | Činitel výkyvu                                      | PAPR (dB)                                                              |
| ------------------------------------------- | --------- | -------------------------------------------------- | --------------------------------------------------- | ---------------------------------------------------------------------- |
| stejnosměrný proud                          |           | 1                                                  | 1                                                   | 0,0 dB                                                                 |
| sinusový průběh                             |           | {\displaystyle {1 \over {\sqrt {2}}}\approx 0,707} | {\displaystyle {\sqrt {2}}\approx 1,414}            | 3,01 dB                                                                |
| dvoucestně usměrněný sinusový průběh        |           | {\displaystyle {1 \over {\sqrt {2}}}\approx 0,707} | {\displaystyle {\sqrt {2}}\approx 1,414}            | 3,01 dB                                                                |
| jednocestně usměrněný sinusový průběh       |           | {\displaystyle {1 \over 2}=0,5}                    | {\displaystyle 2\,}                                 | 6,02 dB                                                                |
| trojúhelníkový průběh                       |           | {\displaystyle {1 \over {\sqrt {3}}}\approx 0,577} | {\displaystyle {\sqrt {3}}\approx 1,732}            | 4,77 dB                                                                |
| obdélníkový průběh                          |           | 1                                                  | 1                                                   | 0 dB                                                                   |
| signál pulzně-šířkové modulace V(t) ≥ 0,0 V |           | {\displaystyle {\sqrt {\frac {t_{1}}{T}}}}         | {\displaystyle {\sqrt {\frac {T}{t_{1}}}}}          | {\displaystyle 10\log {\mathord {\left({\frac {T}{t_{1}}}\right)}}} dB |
| QPSK                                        |           | 1                                                  | 1                                                   | 1,761 dB                                                               |
| 8PSK                                        |           |                                                    |                                                     | 3,3 dB                                                                 |
| π/4-DQPSK                                   |           |                                                    |                                                     | 3,0 dB                                                                 |
| OQPSK                                       |           |                                                    |                                                     | 3,3 dB                                                                 |
| 8VSB                                        |           |                                                    |                                                     | 6,5–8,1 dB                                                             |
| kvadraturní amplitudová modulace            |           | {\displaystyle {\sqrt {\frac {3}{7}}}}             | {\displaystyle {\sqrt {\frac {7}{3}}}\approx 1,542} | 3,7 dB                                                                 |
| {\displaystyle \infty }-QAM                 |           | {\displaystyle {1 \over {\sqrt {3}}}\approx 0,577} | {\displaystyle {\sqrt {3}}\approx 1,732}            | 4,8 dB                                                                 |
| UMTS nosná (downlink)                       |           |                                                    |                                                     | 10,6 dB                                                                |
| OFDM                                        |           |                                                    | 4                                                   | ~12 dB                                                                 |
| GMSK                                        |           | 1                                                  | 1                                                   | 0 dB                                                                   |
| gaussovský šum                              |           | {\displaystyle \sigma }                            | {\displaystyle \infty }                             | {\displaystyle \infty } dB                                             |
| periodický čerp                             |           | {\displaystyle {1 \over {\sqrt {2}}}\approx 0,707} | {\displaystyle {\sqrt {2}}\approx 1,414}            | 3,01 dB                                                                |

Poznámky:
1. Činitele výkyvu pro QPSK, QAM, WCDMA jsou typické faktory potřebné pro spolehlivou komunikaci, ne teoretické hodnoty činitele výkyvu, které mohou být větší.

## Snižování činitele výkyvu
Mnoho modulačních technik bylo navrženo tak, aby měly konstantní obálku modulace, tj. nejmenší možný činitel výkyvu 1:1.
Obecně, modulační techniky, které mají menší činitel výkyvu obvykle přenášejí více bitů za sekundu než modulační techniky, které mají vyšší činitel výkyvu. Je to způsobeno tím, že:
1. každý lineární zesilovač má nějaký „špičkový výstupní výkon“ – při jaké maximální možné okamžité špičkové amplitudě může nosná stále zůstat v lineárním rozsah;
2. průměrný výkon signálu je špičkový výstupní výkon dělený činitelem výkyvu;
3. počet přenesených bitů za sekundu je (v průměru) úměrný průměrnému výkonu (Shannonova–Hartleyova věta).

OFDM je velmi slibná modulační technika; její snad největší problém je jeho vysoký činitel výkyvu. Pro OFDM bylo navrženo mnoho technik omezujících činitel výkyvu (CFR). Omezení činitele výkyvu vede k systému, který může buď vysílat více bitů za sekundu se stejným hardwarem, nebo vysílat stejný počet bitů za sekundu s nižším výkonem (a proto nižšími násklady na elektřinu a levnějším hardwarem) nebo obojí.

### Metody omezení činitele výkyvu
Existují různé metody pro omezení činitele výkyvu, např. špičkové použití okénka, tvarování šumu, impuls injection a vyrušení špiček.

## Aplikace
- Elektrotechnika – pro popis kvality tvaru vlny střídavého proudu
- Vibrační analýza – pro odhadování míry vlivu opotřebení v ložiskách[20]
- Rozhlasová a audio elektronika – pro odhad požadované rezervy výkonu (anglicky headroom) v signálovém řetězu[21][22]
  - Hudba má široce proměnný činitel výkyvu. Typické hodnoty pro zpracované mix jsou okolo 4–8 (což odpovídá rezervě výkonu 12–18 dB, obvykle obsahujícím Komprese dynamiky), a 8–10 pro nezpracovaný záznam (18–20 dB).[23][24][25][26]
- Fyziologie – pro analýzu zvuku chrápání[27]